# Trichoschmidtia ampulla
Trichoschmidtia ampulla är en insektsart som beskrevs av Marius Descamps 1973. Trichoschmidtia ampulla ingår i släktet Trichoschmidtia och familjen Euschmidtiidae. Inga underarter finns listade i Catalogue of Life.